# ТЕ7
ТЕ7 (Тепловоз з Електричною передачею, 7-ма серія) — пасажирський тепловоз, що випускався в СРСР з 1956 по 1964.

## Історія
У 1955 році було вирішено створити пасажирський тепловоз на базі вантажного тепловоза ТЕ3. У проект ТЕ3 було внесено низку змін, і в кінці 1956 рокуХарківський завод транспортного машинобудування виготовив перший двосекційний тепловоз серії — ТЕ7-001.
Від ТЕ3 тепловоз відрізнявся передатним числом тягового редуктора (66:26 замість 75:17), а від перших серій і конструкцією кабіни машиніста. Кабіна стала більш високою, світлою і більш звуконепроникною. Згодом вона стала використовуватися на всіх ТЕ3. Зміна передатного числа дозволила збільшити швидкість тривалого режиму з 20 до 25 км/год при одночасному зменшенні сили тяги. Спочатку проектна швидкість була визначена на рівні 140 км/год, однак за результатами експлуатації обмежена 100 км/год.
У 1957 році за результатами тягово-експлуатаційних випробувань на лінії Москва — Ленінград в конструкцію було внесено низку додаткових змін, пов'язаних найперше з екіпажною частиною (ковзні опори кузова, ресорне підвішування із зменшеним тертям тощо). До кінця 1957 року було випущено 7 локомотивів серії. З 1956 по 1964 Харківський, а потім Луганський тепловозобудівний завод побудували 113 тепловозів ТЕ7.
Спочатку тепловози ТЕ7 обслуговували кур'єрські та швидкі поїзди на лінії Москва-Ленінград і Москва-Київ. Причому 650 км шляху з Москви до Ленінграду поїзд долав за 6 годин 20 хвилин. З літа 1963 року тепловози серії почали водити пасажирські поїзди на маршрутахМалоярославець — Київ — Жмеринка, Смоленськ — Мінськ — Брест, Мінськ — Вільнюс — Калінінград.
На 1 січня 1976 року на залізницях СРСР перебували 225 секцій тепловозів серії ТЕ7, тобто всі, крім однієї секції.

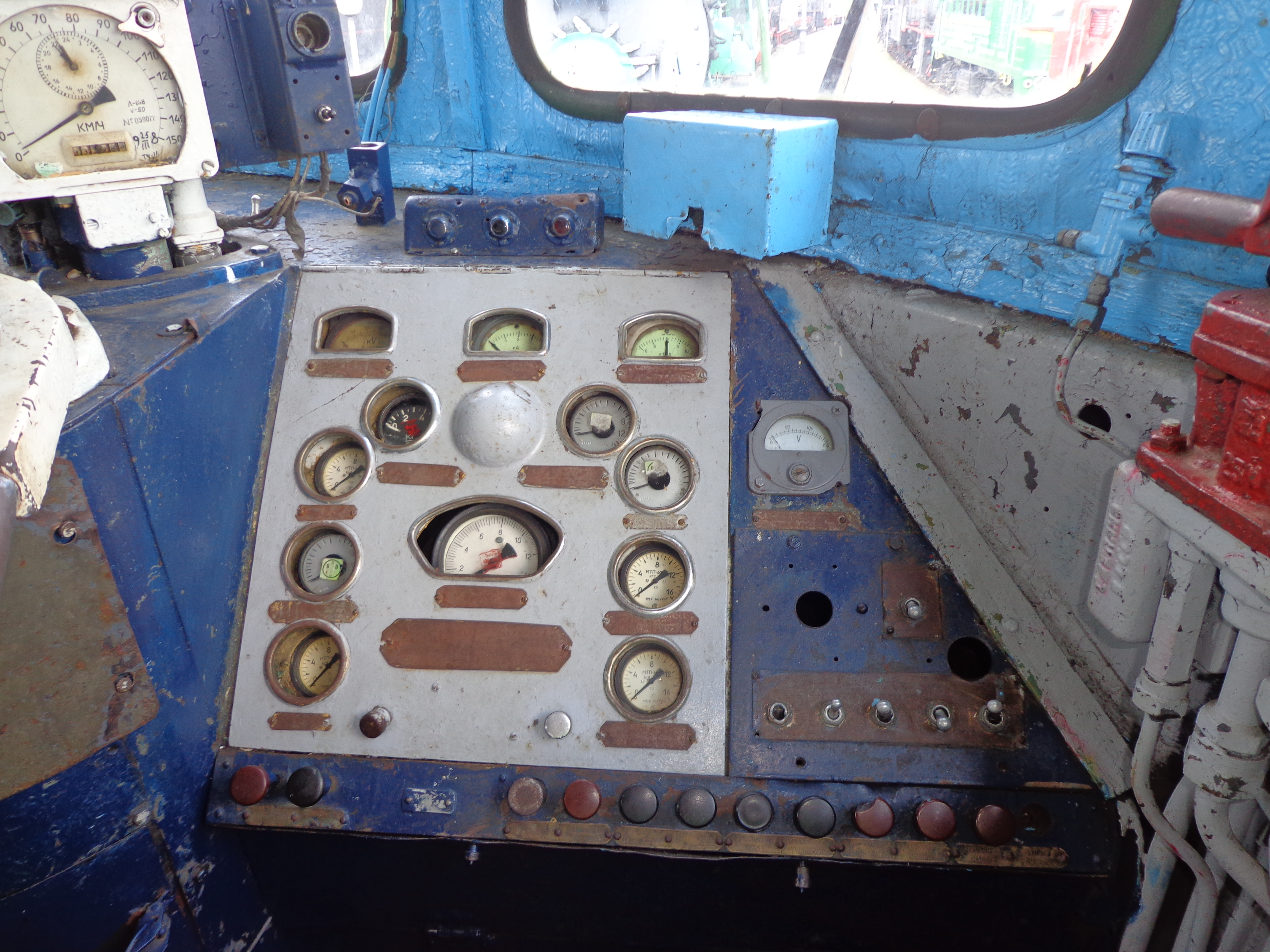
Пульт машиніста